# Ermengarde d'Anjou (duchesse de Bretagne)
Pour les articles homonymes, voir Ermengarde d'Anjou.
Ermengarde d'Anjou (c. 956 - c. 1024) comtesse de Rennes et duchesse de Bretagne, est régente de Bretagne de 992 à 994.

## Biographie
Ermengarde, née vers 956, est la fille du comte Geoffroy Ier d'Anjou et d'Adèle de Vermandois. Elle épouse Conan Ier de Bretagne en 973. Le couple a deux enfants : 
- Geoffroi Ier de Bretagne (980-1008), duc de Bretagne[3] ;
- Judith de Bretagne (982-1017), épouse de Richard II, duc de Normandie[3].

Son mari s'oppose à son père et à son frère Foulques III d'Anjou en dépit de l'alliance politique et matrimoniale entre l'Anjou et la Bretagne. Même après que Conan soit tué par Foulques à la bataille de Conquereuil en 992, Ermengarde, désormais régente pour son fils, reste fidèle à son frère. En 992, suivant les intérêts de son frère, elle accepte la suzeraineté capétienne sur Rennes tout en rejetant celle du comte Eudes Ier de Blois.